# Zorhan Bassong
Zorhan Bassong (Toronto, 7 de mayo de 1999) es un futbolista canadiense que juega en la demarcación de lateral izquierdo para el Sporting Kansas City de la Major League Soccer.

## Selección nacional
Tras jugar con la selección de fútbol sub-19 de Bélgica y la selección de fútbol sub-23 de Canadá, finalmente el 10 de enero de 2020 debutó con la selección absoluta en un encuentro amistoso contra Barbados que finalizó con un resultado de 4-1 a favor del combinado canadiense tras el gol de Shamar Edwards para Barbados, y de Charles-Andreas Brym, Liam Fraser, Russell Teibert y de Jayden Nelson para el combinado canadiense.

## Clubes
| Club                 | País           | Año       | Partidos | Goles |
| -------------------- | -------------- | --------- | -------- | ----- |
| Lille OSC II         | Francia        | 2016-2019 | 31       | 0     |
| Círculo de Brujas    | Bélgica        | 2019-2020 | 0        | 0     |
| CF Montréal          | Canadá         | 2021-2022 | 43       | 0     |
| FC Argeș Pitești     | Rumania        | 2023      | 10       | 0     |
| Farul Constanța      | Rumania        | 2023      | 2        | 0     |
| Sporting Kansas City | Estados Unidos | 2024-     | 39       | 1     |